# Усов, Борис Анатольевич
Бори́с Анато́льевич У́сов (впоследствии Белоку́ров; 16 августа 1970 — 11 апреля 2019) — российский рок-музыкант, певец, поэт, фронтмен группы «Соломенные еноты», рок-журналист и кинокритик.

## Биография
Родился 16 августа 1970 года. С детства дружил с будущим коллегой по группе «Соломенные еноты» Борисом Гришиным (Рудкиным), увлекался неформальной культурой. К этим пристрастиям, по словам Алексея Маркова, родители Бориса были лояльны; у Бориса в доме даже жил его друг Николай Кунцевич.
Борис занимался развитием андерграундной культуры в Москве (так называемого московского «формейшена»), был редактором самиздатовских журналов «ШумелаЪ мышь» (в соавторстве с Гришиным), «Связь времён» и «Мир искусства». Учился в Институте стран Азии и Африки на Бирманском факультете, однако предпочёл музыкальные репетиции посещению лекций.
Известность в узких кругах Усову как музыканту принесло участие в группе «Соломенные еноты», фронтменом которой он был до её распада в 2007 году. В феврале 1992 года состоялась первая репетиция Бориса Гришина и Бориса Усова: Усов декламировал тексты, а Гришин играл на гитаре. Дебют группы состоялся на фестивале «Индюки златоглавые». По воспоминаниям Гришина, петь Усов не мог, поскольку мог «только истошным голосом начитывать, а в оконцовках завывать». Усов рассказывал, что уже в процессе записи первого альбома «Постижение огня» группу стали охаивать другие представители андерграунда, которые успели прочитать о концертах «Енотов» в журнале «КонтрКультУРА». В ответ на это Усов во время записи альбома на одном из заводов обнаружил какую-то конфликтовавшую группу, заставил её записать музыкальные партии, а в промежутках между песнями в грубой форме высказывался об участниках записи. Позже подобную тактику «Еноты» применяли неоднократно. Помимо этого, Усов участвовал в музыкальных проектах «Зверьё», «Утро над Вавилоном» и «Ко. Со. Во.».
Как кинокритик, Усов регулярно публиковал свои рецензии на различные классические фильмы XX века в газете «Завтра». Был ведущим автором и редактором журнала «Мир индийского кино». В 2009 году выпустил книгу «Супер звезды Болливуда. Митхун Чакраборти. Наследник из Калькутты».
В 2018 году Усовым и Борисом Гришиным был запущен канал на YouTube под названием «Еноты в поисках упавшей звезды» о ямайской музыкальной культуре.
Усов проживал в своей квартире в Коньково, почти не давая интервью. В отличие от многих фигур московского поэтического рок-сообщества, он не интересовался политикой (за исключением увлечения марксизмом-ленинизмом в начале 1990-х годов как протест против господствовавших в то время в обществе настроений: «…мы были против времени и делали это в пику либерально-перестроечной интеллигенции запоздалой»), и больше проявлял интерес к метафизике. Отчасти с целью уменьшения внимания к своей персоне он меняет паспортные данные, взяв фамилию жены, и становится Борисом Белокуровым. В 1999 году он принял православное крещение.
В последние годы тяжело болел, однако от госпитализации отказывался. 11 апреля 2019 года о смерти Усова сообщил журналист Максим Семеляк. Похоронен на Хованском кладбище.
Борис Усов упомянут в книге Феликса Сандалова «Формейшен. История одной сцены» как одна из центральных фигур московской поэтической рок-музыкальной тусовки. В конце 2019 года издательством «Выргород» была выпущена посмертная книга стихов Усова «Эльд» с предисловием Антона Метелькова.

### Интервью
- Борис Белокуров: «Песня о девчонках и кроссовках может быть вершиной смысла»